# Apolítico
El término apolítico hace referencia a la apatía, antipatía o desinterés hacia todas las afiliaciones o posturas políticas. Ser apolítico también puede referirse a situaciones en las que las personas toman una posición imparcial con respecto a los asuntos políticos.
La RAE lo define como «ajeno a la política o que se desentiende de ella». El Diccionario Collins define apolítico como «políticamente neutral; sin actitudes políticas, contenido o sesgo».

## Etimología
Contemporáneamente, apolítico es una palabra antonímica de «política» mediante el prefijo a- (usado con valor privativo). Apolítico es quien desea omitir u omitirse de la política, absteniéndose o negando los usos y costumbres de la política clásica, fuese esta, «monarquía», «aristocracia» o «policía» (el pueblo o la democracia).

## Significados
El término generalmente se usa para designar a aquellas personas que se caracterizan por una despreocupación más o menos radical y constante respecto de las cuestiones políticas y las ideologías. Una persona apolítica es aquella que no encuentra interés en la política existente o no aprueba ninguna de las ideas políticas que conoce por lo que decide voluntariamente desprenderse de toda actividad política de su entorno.
La praxis apolítica, entendida como un disenso o ruptura del pensamiento político clásico, es una actitud que se adopta, de forma individual y unilateral, como una resolución derivada de abstracciones sobre la política o tras un proceso de crisis que se resuelve en un estadio que desembocaría en criterios de incredulidad y en una percepción final des-valorizada de la política en general.
La actitud apolítica reconoce implícitamente la imposibilidad de sustraerse prácticamente de las acciones o efectos derivados de las actividades políticas clásicas de terceros, procedan estas de individuos, grupos o entidades, e interactúa mediante la disidencia negando la utilidad personal de la participación sistémica en la política clásica. En las democracias, la utilidad personal esperada de toda política, se sustituye por una omisión de voto (abstención).
El apoliticismo no es una actitud asocial, ni es equivalente a una desafección puntual o transitoria hacia la política o a una actitud antipolítica. Figuradamente y en su extremo, es una actitud análoga al ateísmo, contextualizado como este, se significaría en un «ateísmo político» (a-política).
La actitud apolítica se opone por concepto a la política tradicional de transferencia total o parcial de derechos y poderes políticos, no a la política per se, pues en el pensamiento apolítico generalmente se admite que, de uno u otro modo, todos somos animales políticos.
Según Juan Andrade Blanco, el apoliticismo era uno de los rasgos del franquismo sociológico.